# Lima Light Car Company
Lima Light Car Company war ein US-amerikanischer Hersteller von Automobilen.

## Unternehmensgeschichte
F. E. McGraw und C. E. Miller gründeten das Unternehmen im April 1915. Der Sitz war in Lima in Ohio. Die Produktion von Automobilen begann je nach Quelle im April oder Mai desselben Jahres. Der Markenname lautete Lima. Geplant waren 10 Fahrzeuge täglich. Noch 1915 endete die Produktion.

## Fahrzeuge
Das einzige Modell war der Four. Dies war ein Hinweis auf den Vierzylindermotor. Er leistete 18 PS. Das Fahrgestell hatte 254 cm Radstand. Zur Wahl standen Aufbauten als Speedster, Roadster und als leichter Lieferwagen. Der Neupreis betrug einheitlich 500 US-Dollar.